# Sommerau (Feuchtwangen)
Sommerau ist ein Gemeindeteil der Stadt Feuchtwangen im Landkreis Ansbach (Mittelfranken, Bayern). Sommerau liegt in der Gemarkung Aichenzell.

## Geografie
Das Dorf liegt in Tallage am Dettenbach, einem rechten Zufluss der Sulzach, umgeben von Grünland mit einzelnem Baumbestand und Ackerland. 0,5 km weiter nördlich und weiter westlich befinden sich bewaldete Erhebungen der Sulzachrandhöhen, einem Abschnitt der Frankenhöhe. Im Norden wird das Waldgebiet Rothbergholz genannt. Die Staatsstraße 1066 führt nach Reichenbach (3 km westlich) bzw. zur Bundesstraße 25 bei Feuchtwangen (0,9 km östlich). Eine Gemeindeverbindungsstraße führt nach Esbach (0,6 km südlich).

## Geschichte
Am 28. September 1322 verkaufte Kunrat Wanbuch von Grawe seinen Hof in Sommerau an Feuchtwangen. Im Jahr 1603 raffte die Pest innerhalb eines halben Jahres in Sommerau und Esbach 30 Personen dahin.
Sommerau lag im Fraischbezirk des ansbachischen Oberamtes Feuchtwangen. Im Jahr 1732 bestand der Ort aus 8 Anwesen mit 10 Mannschaften (2 Höfe, 1 Hof mit doppelter Mannschaft, 2 Halbhöfe, 2 Gütlein, 1 Gütlein mit doppelter Mannschaft) und 1 Gemeindehirtenhaus. Die Dorf- und Gemeindeherrschaft und die Grundherrschaft über alle Anwesen hatte das Stiftsverwalteramt Feuchtwangen. Gegen Ende des 18. Jahrhunderts bestand der Ort aus 9 Anwesen. Von 1797 bis 1808 unterstand der Ort dem Justiz- und Kammeramt Feuchtwangen.
Mit dem Gemeindeedikt (frühes 19. Jahrhundert) wurde Sommerau dem Steuerdistrikt und der Ruralgemeinde Aichenzell zugeordnet. Im Zuge der Gebietsreform in Bayern wurde Sommerau am 1. Januar 1972 nach Feuchtwangen eingemeindet.

### Baudenkmäler
- Haus Nr. 2: ehemaliges Gasthaus, eingeschossiger massiver Bau mit Mansardwalmdach, mit Zwerchhaus, 1801[11]
- Haus Nr. 2: zugehöriger Altsitz; erdgeschossiges Fachwerk-Wohnstallgebäude mit Satteldach und zwei zu vier Achsen; wohl erste Hälfte des 19. Jahrhunderts[12]
- Haus Nr. 3: einfaches Wohnstallhaus; von Interesse der bezeichnete südwestliche Eckstein: „1722 AB“[12]

### Einwohnerentwicklung
| Jahr      | 001818 | 001840 | 001861 | 001871 | 001885 | 001900 | 001925 | 001950 | 001961 | 001970 | 001987 |
| Einwohner | 62     | 48     | 63     | 71     | 73     | 54     | 56     | 116    | 88     | 108    | 121    |
| Häuser    | 10     | 11     |        |        | 13     | 12     | 12     | 13     | 13     |        | 32     |
| Quelle    | [ 14 ] | [ 15 ] | [ 16 ] | [ 17 ] | [ 18 ] | [ 19 ] | [ 20 ] | [ 21 ] | [ 22 ] | [ 23 ] | [ 1 ]  |

## Religion
Der Ort ist seit der Reformation evangelisch-lutherisch geprägt und bis heute nach St. Johannis (Feuchtwangen) gepfarrt. Die Einwohner römisch-katholischer Konfession sind nach St. Ulrich und Afra (Feuchtwangen) gepfarrt.